# Биттенбиндер, Йожеф
Йожеф Биттенбиндер (венг. Bittenbinder József; 31 декабря 1890, Панчево — 25 января 1963, Будапешт) — венгерский гимнаст, серебряный призёр летних Олимпийских игр 1912 года. После спортивной карьеры работал в городском суде Будапешта до 1949 года.